# 1264 هـ
1264 هـ هي سنة في التقويم الهجري امتدت مقابلةً في التقويم الميلادي بين سنتي 1847 و1848.

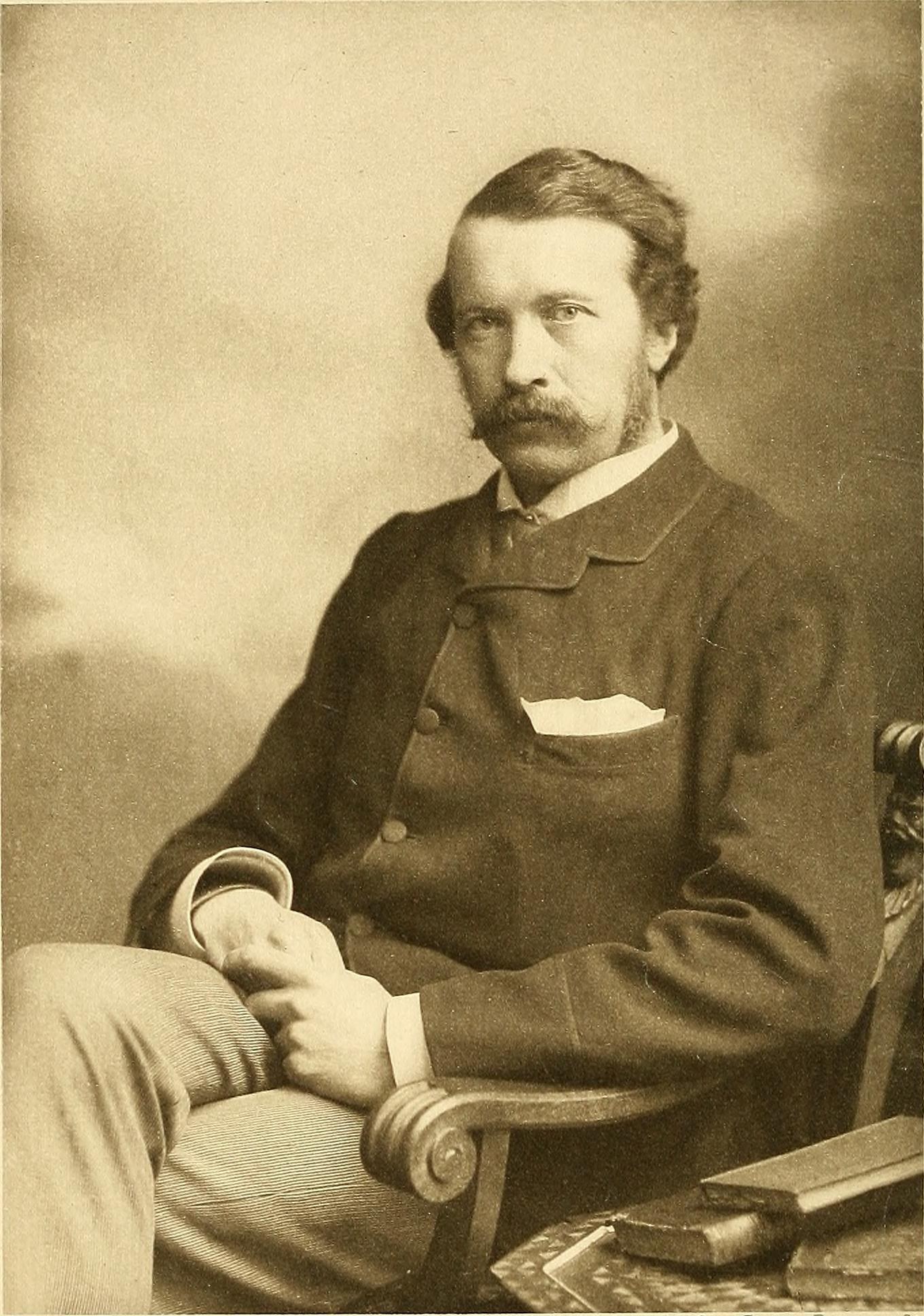
جورج رومانز

## أحداث
- 27 ذو الحجة - استدعاء عباس حلمي الأول من جدة ليتولى حكم مصر، وكان ذلك بعد أن توفي عمه إبراهيم باشا.

## مواليد
- آوغست مولر
- جورج رومانز
- سعيد الشرتوني
- عبد الحي اللكنوي
- عبد الله مطهر
- كارلو لاندبرج
- محمد أبو الفضل الجيزاوي
- هاينريش سوتير

## وفيات
- بيدل الشيرازي
- صدر الدين محمد بن صالح شرف الدين
- محمد بن إدريس العمراوي
- محمد شاه قاجار